# Luton Shelton
Luton George Kieshawn Shelton (Kingston, 11 de novembro de 1985 – Kingston, 22 de janeiro de 2021) foi um futebolista jamaicano que atuava como ponta-esquerda ou atacante.

## Carreira
Estreou no futebol em 2003, no Harbour View, vencendo o Campeonato de Clubes do Caribe no ano seguinte. Até 2006, quando foi contratado pelo  Helsingborg (Suécia), foram 44 gols em 43 jogos disputados. No clube vermelho e azul, disputou 19 jogos e fez 9 gols, conquistando a Copa da Suécia.
Assinou pelo Sheffield United em janeiro de 2007, estreando em abril na derrota por 2 a 0 para o Manchester United. Ele ainda jogaria 2 vezes na temporada, que terminou com o rebaixamento dos Blades à segunda divisão. Pouco utilizado pelo técnico Bryan Robson em 2007–08, marcou um único gol pela equipe.
Sua melhor fase foi na Noruega, onde defenderia o Vålerenga até 2011, jogando 58 partidas e fazendo 17 gols, atuando também por AaB Aalborg, Karabükspor e Volga Nizhny Novgorod. Ele chegou a fazer um período de testes no Colorado Rapids, mas não assinou com a equipe e ficou quase 2 anos parado em decorrência de várias lesões.
Voltaria ao futebol em fevereiro de 2017, para defender o Harbour View, marcando um gol logo em sua reestreia, que no entanto foi também o último jogo de sua carreira profissional, encerrada aos 31 anos.

## Seleção Jamaicana
Shelton é o maior artilheiro da história da Seleção Jamaicana, com 35 gols, e o vigésimo jogador com mais partidas (75, empatado com Omar Daley e Walter Boyd). Disputou 3 edições da Copa Ouro da CONCACAF, em 2005 (2 gols), 2009 e 2011 (um gol).

## Morte
Em 2018, Shelton descobriu que era portador de esclerose lateral amiotrófica (ELA) e morreu em 22 de janeiro de 2021, após complicações da doença.

## Títulos
Harbour View
- Campeonato de Clubes do Caribe: 2004

Helsingborg
- Copa da Suécia: 2006

Vålerenga
- Copa da Noruega: 2008

Seleção Jamaicana
- Copa do Caribe: 2005, 2008, 2010